# De Goutumer Oudlandsweg
De Goutumer Oudlandsweg was een klein waterschap in de gemeenten Idaarderadeel en Leeuwarderadeel in de Nederlandse provincie Friesland.
Het waterschap werd opgericht in 1917 naar aanleiding van een verzoek van gebruikers van de Goutumer Oudlandsweg en de in die weg gelegen brug om te zorgen voor een beter onderhoud van deze weg en brug.
Het gebied van het voormalige waterschap maakt sinds 2004 deel uit van het Wetterskip Fryslân.